# Adrian Frans Boudewyns

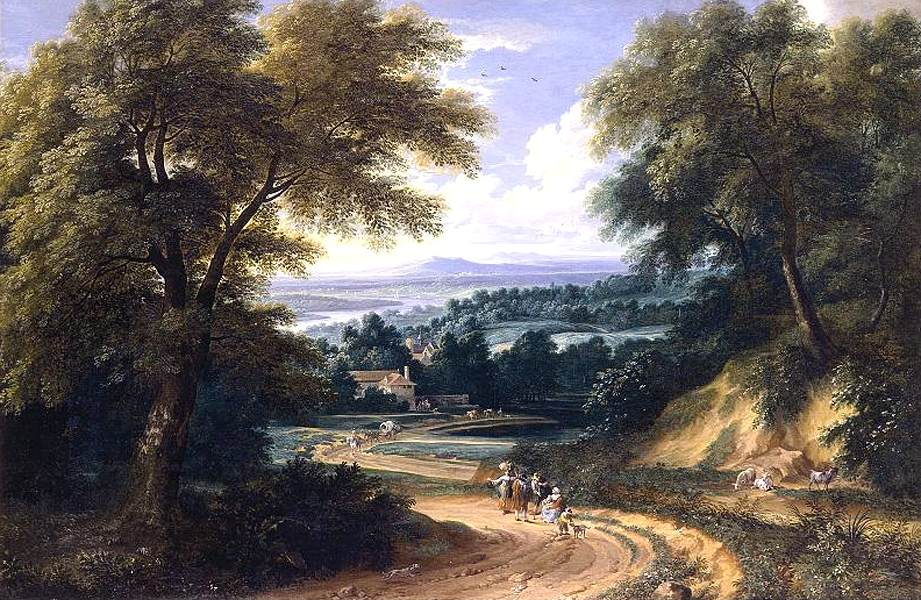
Landskap med resande.

Adrian Frans Boudewyns (skrev sig Adrien François Baudewins), född 1644, död 1711, var en flamländsk tecknare och målare.
Boudewyns var mestadels verksam i Bryssel och gjorde sig bekant genom landskap i italiensk stil, med varm ton, ofta i litet format.